# Le Roman comique (opéra)
Pour l’article homonyme, voir Le Roman comique.
Le Roman comique est un opéra-comique en trois actes de Jacques Offenbach, sur un livret de Ludovic Halévy et Hector Crémieux, créé le 10 décembre 1861 aux Bouffes-Parisiens, salle Choiseul.

## Contexte
Le Roman comique est une lointaine imitation de l’œuvre éponyme de Scarron où seuls le titre et les personnages de l’original ont été conservés. L’action se passe, au premier acte, près de l’auberge du Soleil d’or et, au deuxième acte, à l’hôtel du Lion d’argent du Mans. L’insuccès total de cette œuvre, puis celui de Jacqueline, en octobre 1862, mirent fin à la collaboration d’Hector Crémieux avec Ludovic Halévy.

## Réception
Cette parodie de tragédie à sujet antique fut beaucoup moins bien reçue que Le Pont des Soupirs, créé en mars de la même année. Les couplets « De la blanche couronne » étaient charmants, mais le public ne fit même pas grâce à un final plein d’entrain du deuxième acte. L’œuvre n’a eu aucune postérité et la partition ne fut pas imprimée. excepté 3 airs séparés.